# Mala Ligojna
Mala Ligojna – wieś w Słowenii, w gminie Vrhnika. W 2018 roku liczyła 180 mieszkańców.